# Doksa Sillon
 (juillet 2023).
Si vous disposez d'ouvrages ou d'articles de référence ou si vous connaissez des sites web de qualité traitant du thème abordé ici, merci de compléter l'article en donnant les références utiles à sa vérifiabilité et en les liant à la section « Notes et références ».
Le Doksa Sillon est un essai de l'auteur nationaliste coréen Shin Chae-ho. Publié à l'origine par série dans le journal Seoul Shinmun (en), il sort en 1908. L'auteur y met en avant la théorie du sang pur en Corée, en repoussant d'autres théories issues du néoconfucianisme, ou du pan-asianisme japonais.